# اوری-کلی
اوری-کلی (انگلیسی: Orry-Kelly؛ ۳۱ دسامبر ۱۸۹۷ – ۲۷ فوریهٔ ۱۹۶۴) یک طراح صحنه و لباس اهل ایالات متحده آمریکا بود.